# Kreutzwald-Museum

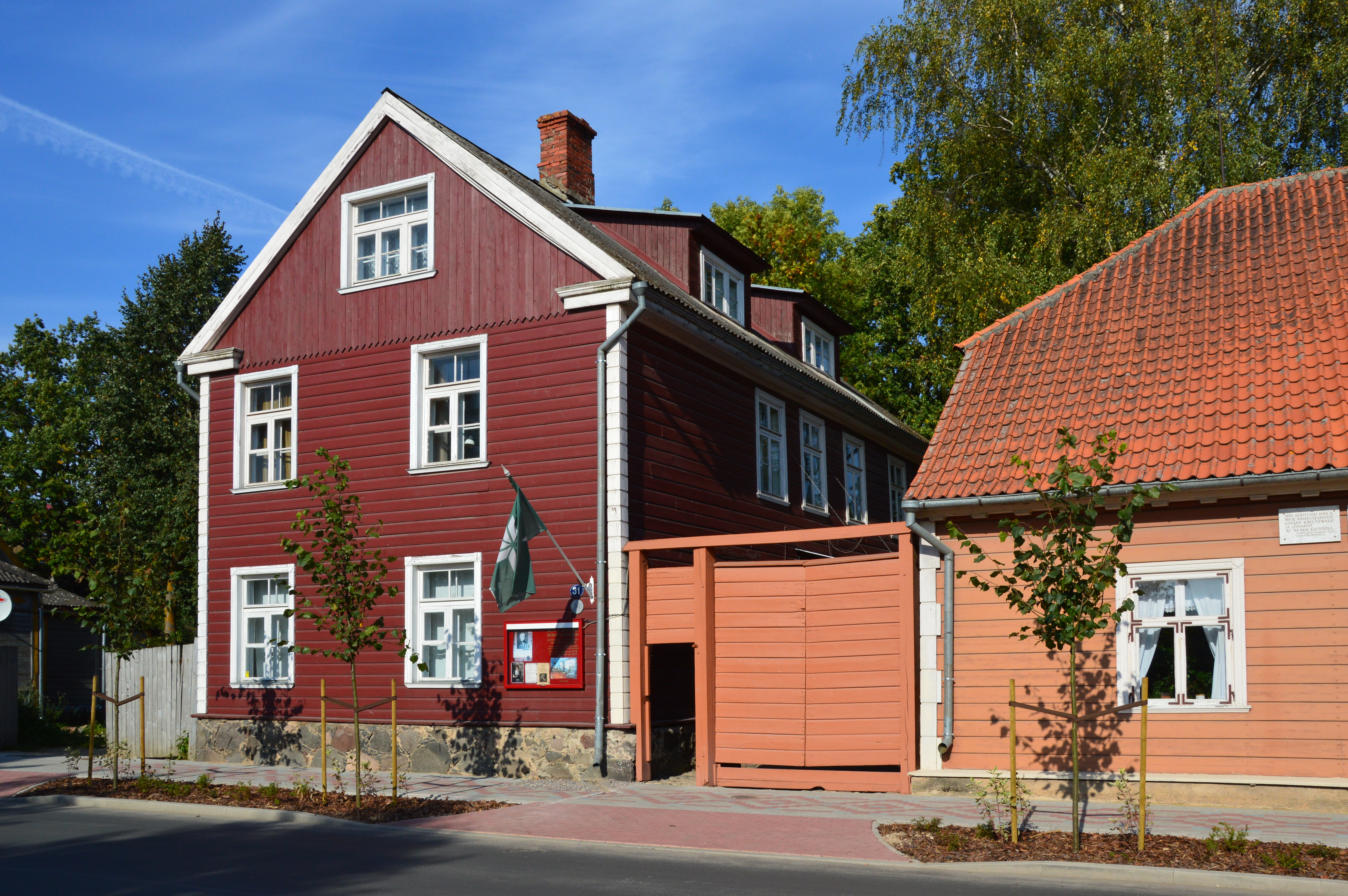
Gebäude des Museums

Das Kreutzwald-Museum (estnisch Kreutzwaldi Memoriaalmuuseum) ist ein Museum in Võru, das in dem Haus beherbergt ist, in dem der Dichterarzt Friedrich Reinhold Kreutzwald von 1833 bis 1877 gelebt hat.

## Geschichte
Das Haus wurde 1793 gebaut und gehört damit zu den ältesten Bauwerken der Stadt, die erst 1784 gegründet worden ist. Als Kreutzwald 1833 als Stadtarzt nach Võru kam, wohnte er zunächst zur Miete in dem Haus. 1839 erwarb er es zum Preis von 5000 Bankorubel (Papierrubel). Nahezu das gesamte literarische Werk Kreutzwalds, allen voran das estnische Nationalepos Kalevipoeg und seine Märchensammlung, ist während der 44 Jahre, die Kreutzwald hier lebte, entstanden. 1877 verkaufte er das Haus für 4000 Silberrubel und übersiedelte nach Tartu.
Nach der Unabhängigkeit Estlands und dem Estnischen Freiheitskrieg wurde 1923 in Võru die Gesellschaft zur Bewahrung des Kreutzwaldschen Erbes gegründet. Sie bemühte sich zunächst um die Errichtung eines Kreutzwald-Denkmals, was 1926 auch gelang. Danach setzte sie sich für den Erwerb des Hauses ein, das damals der örtlichen Handwerkervereinigung gehörte. Die Verhandlungen zogen sich jedoch über Jahre hin, zumal auch die finanziellen Mittel begrenzt waren. Erst im Juni 1940 gelang es, einen entsprechenden Regierungsentscheid zu erwirken, der indes mit der Annexion Estlands durch die Sowjetunion hinfällig wurde. Dennoch wurde eine notarielle Vereinbarung über den Verkauf des Hauses aufgesetzt, die ihre Gültigkeit behielt.
Nach der Liquidierung alles Vereine und Gesellschaften erhielt die Stadt Võru von der Sowjetmacht den Auftrag, das Museum zu errichten. Bereits am 28. Juni 1941 konnte das Haus für Besucher geöffnet werden.

## Ständige Ausstellung
Die aktuelle Ausstellung wurde 1989 eingerichtet und zeigt die Räume des Wohnhauses im Stil der Zeit, in der Kreutzwald lebte. Im Obergeschoss befindet sich beispielsweise auch der Schreibtisch, an dem Kreutzwald das Epos Kalevipoeg abfasste. Zusätzlich dazu gibt es in einem der Nebengebäude eine literarische Ausstellung zum Epos und zu Kreutzwalds Werk.

## Veranstaltungen
Im Museum finden zahlreiche wechselnde Veranstaltungen zu literarischen oder allgemein kulturellen Themen statt. Jeweils am 14. Dezember eines Jahres werden hier die Kreutzwald-Erinnerungsmedaille und das Kreutzwald-Stipendium verliehen.